# Anthrax kiritshenkoi
Anthrax kiritshenkoi är en tvåvingeart som beskrevs av Paramonov 1935. Anthrax kiritshenkoi ingår i släktet Anthrax och familjen svävflugor. Inga underarter finns listade i Catalogue of Life.